# 喀拉玉尔滚河
喀拉玉尔滚河，位于中华人民共和国新疆维吾尔自治区西部的一条河流，由发源于阿克苏地区温宿县东北部天山南脉穹库孜娃依冰川和克奇克库孜娃依冰川的两条源流汇集而成，大体向东南流，经温宿县博孜墩柯尔克孜族乡、阿拉尔市沙河镇（新疆生产建设兵团第一师五团）和阿克苏市东部地区，最终消散于色格孜力克湖湿地中，较大洪水期有余水泄入塔里木河。山口以上河长66千米，流域面积520平方千米，年均径流量约2.4亿立方米。
2019年阿克苏地区行政公署发布的《关于对阿克苏地区级河流台兰河、喀拉玉尔滚河、木扎特尔－渭干河和湖泊艾西曼湖、阿勒吞达希湖管理范围划定的公告》中，喀拉玉尔滚河的管理范围起自温宿县博孜墩乡附近的博五线公路桥，止于阿拉尔市沙河镇大排渠汇入口，全长58.7千米。